# Girard (Georgia)
Girard – miasto w Stanach Zjednoczonych, w stanie Georgia, w hrabstwie Burke.